# 蔡國光
蔡國光（16世紀—17世紀），字士觀，号贲服，福建泉州府同安縣人，明朝、南明政治人物。

## 生平
天啟七年（1627年）舉人，崇禎七年（1634年）成進士，工部觀政，八年授江西高安知縣，免除當地額外稅款二萬多，革除常例，高安人因此建祠祀奉他；不久調任鉅鹿，修築城池，給與牛種，令人民安居。
後來蔡國光上朝召對符合上意，得擢任禮科給事中；很快李自成攻陷北京，抓拿他逼令投降，他嘆道：「我不能為先帝捐軀，怎敢厚著臉皮服侍另一個朝廷！」大順軍隊拷掠並勒索其財產，從行者貸款給他才能回鄉。隆武帝原職起用，卒年八十三。

## 引用
1. 1 2  錢海岳《南明史·卷四十五·列傳第二十一》：蔡國光，字士觀，同安人。崇禎七年進士。授高安知縣，免浮糧二萬餘【。轉刑科】，革嘗例。調巨鹿，修城，給民牛種。
2. ↑  嘉慶《同安縣志·卷十七·選舉》：天啟七年丁卯解元戴震雷 蔡國光 翔風平林人，甲戌進士
3. ↑  《崇祯七年甲戌科进士履历便览》：蔡国光，曾祖勋，廪生；祖茂范；父潜毓。贲服，易二房，己酉年二月初一日生，泉州府同安县人，丁卯乡试六名，会二百三十八，三甲一百九十五名，工部观政，乙亥授江西高安知县。
4. ↑  嘉慶《同安縣志·卷二十二·循績》：蔡國光，字士觀，號賁服。天啟丁卯第六名舉人，崇禎甲戌進士。七歲就傳經史，過目輒成誦。既釋褐令高安，請免浮糧，革除常例，高安人建祠祀之。已補鉅鹿，修城池，給牛種殘疆之，民皆賴以安。
5. ↑  錢海岳《南明史·卷四十五·列傳第二十一》：遷禮科給事中。北京陷，受楚毒歸。起故官。卒年八十三。
6. ↑  嘉慶《同安縣志·卷二十二·循績》：召對稱旨，擢授禮垣。未幾李自成陷京師，執國光使降。國光嘆曰：「吾不能捐軀從先帝於地下，尚敢靦顏更事哉！」賊拷掠極，楚索其財，從者貸與之，始釋歸焉，卒年八十有三。